# 福岡パルコ
福岡PARCO（ふくおかパルコ）は、福岡県福岡市中央区天神二丁目にある株式会社パルコ運営のファッションビル。九州最大の繁華街である天神に位置し、西鉄福岡（天神）駅や地下鉄天神駅と直結している 。同社としては大分PARCO（閉店）、熊本PARCO（閉店）に次いで九州で3店舗目となる。現在は沖縄県のPARCO CITYを除いて九州で唯一のPARCOである。

## 来歴

### 天神岩田屋時代から開業まで

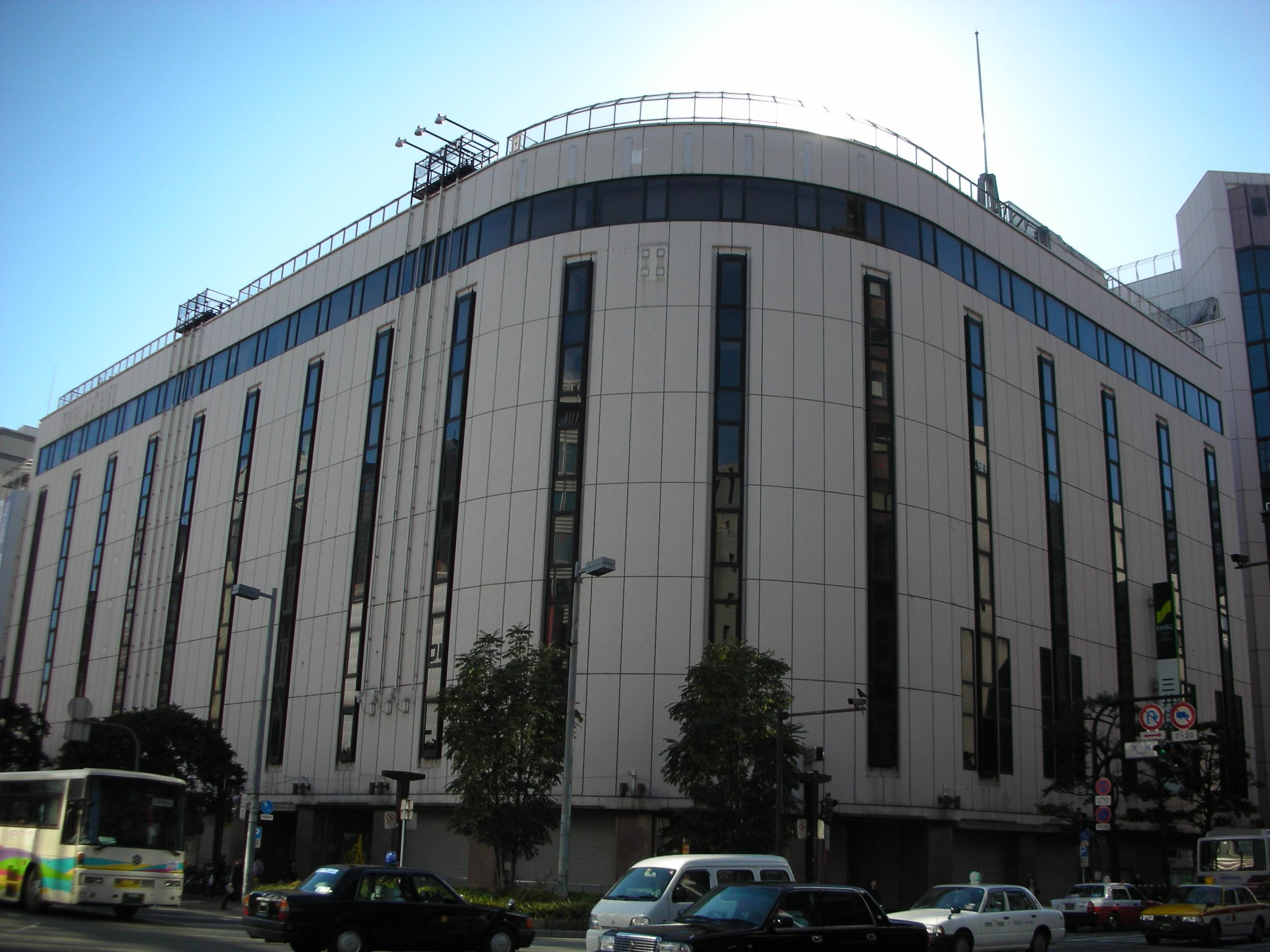
開業前の天神岩田屋本館跡

現在の福岡PARCO本館（増床部除く）・新館の建物は、かつては天神岩田屋の本館・新館であった。
天神岩田屋本館は、九州鉄道福岡駅（現・西鉄天神大牟田線 西鉄福岡（天神）駅）に隣接した九州初のターミナルデパートとして、1936年10月7日に開店した。新館は、1976年3月に開店した。
それまで住宅地だった天神が九州随一の繁華街に発展するきっかけとなり、長らく天神のランドマークとして存在してきたが、西鉄福岡駅の再開発による南側への移設と、それにあわせた1996年の天神岩田屋の新店舗（岩田屋Z-SIDE）計画の失敗から経営が悪化したことに伴い、資産処分の一環として、1999年に西隣の天神岩田屋新館（売却後、天神ハッチェリービルに改称）と共に福岡の学校法人・都築学園グループに売却された。
店舗も2000年3月に新館、2004年2月に本館が閉館し、旧NHK福岡放送会館跡地に建設された新店舗に移転した。その後は建物の老朽化と、その耐震補強工事に高額な費用がかかる事がネックとなり、いくつかの出店話が浮かんでは消えるという状況が続き、天神のメインストリートである渡辺通りと明治通りの交差する天神交差点の南西角という天神の超一等地にありながら、長らく空きビルの状態が続いていたが、2008年にパルコが都築学園と建物賃貸借契約を結び、約50億円をかけて改装工事を実施、2010年3月19日に本館がグランドオープンした。

### 開業後
初年度（2010年3月19日から2011年3月18日まで）の売上は、開店前の売上目標110億円を25.4%上回る約138億円で、これは渋谷PARCO、浦和PARCOの各店舗に匹敵するものであった。2011年3月のJR博多シティの開業後は一転、4月から7月までの売上げが対前年比で平均24%以上落ち込むなどやや苦戦したが、同年秋の一部改装後は順調で、2012年の売上高は毎月前年を上回った。
2010年に第24回福岡市都市景観賞を、2012年に第21回BELCA賞ベストリフォーム部門を受賞した。
建物はパルコのオープン後も都築学園が引き続き所有していたが、2013年3月、パルコが隣接する天神ハッチェリービル共々都築学園から265億円で取得、同年5月、天神ハッチェリービルの地下階を残し、地上部分のみ解体減築後地上6階分を増築する形で新しいビルに建て替え、2014年11月13日に「福岡PARCO新館」としてオープンした。これにより、売り場面積は本館の1万2500平方メートルから約2倍に増床した。また、2014年1月に、2015年春を目標として福岡PARCOが西鉄福岡駅ビル（ソラリアステージ北側）の一部（地下1階、中3階、3階、4階の4フロア）に増床する予定であることが発表され、後に2015年3月19日にオープンと発表された。実際に増床したのは地下1階、中3階、3階、4階、5階の5フロア（パルコでは既存の本館に合わせ中3階 - 5階を4階 - 7階としている）である。この本館増床部については自社保有ではなく、西日本鉄道（西鉄）所有のビルにテナントとして入居する形式を取っている。
2022年10月19日、天神ビッグバンの規制緩和延長を見据え2026年に解体予定と西日本新聞により報道された。2023年10月、新天町商店街と福岡パルコが共同で再開発されると発表、2025年には福岡パルコは1棟に、東街区共同ビル（仮）として統合されることが判明した。

## フロア構成・テナント
本館は地上8階、地下1階建てで、店舗数は約150。本館増床部（西鉄福岡駅ビル）は地上7階、地下1階建てで店舗数は27。新館は地上6階、地下2階建てで、店舗数は57。本館と本館増床部は地下1階から地上7階部分まで（2015年3月18日までは地上5階部分まで）で連絡しており、本館5階と新館4階及び本館7階と新館6階、本館と新館の地下1階とは連絡通路で連絡している。また、天神岩田屋時代と同様、本館地下1階部分で新天町地下街ファーボや天神地下街、新館地下2階で福岡市地下鉄空港線天神駅と直結している（本館地下1階からは連絡通路と階段経由で直結）。本館増床部は6・7階を除きソラリアステージと連絡している。

### 本館

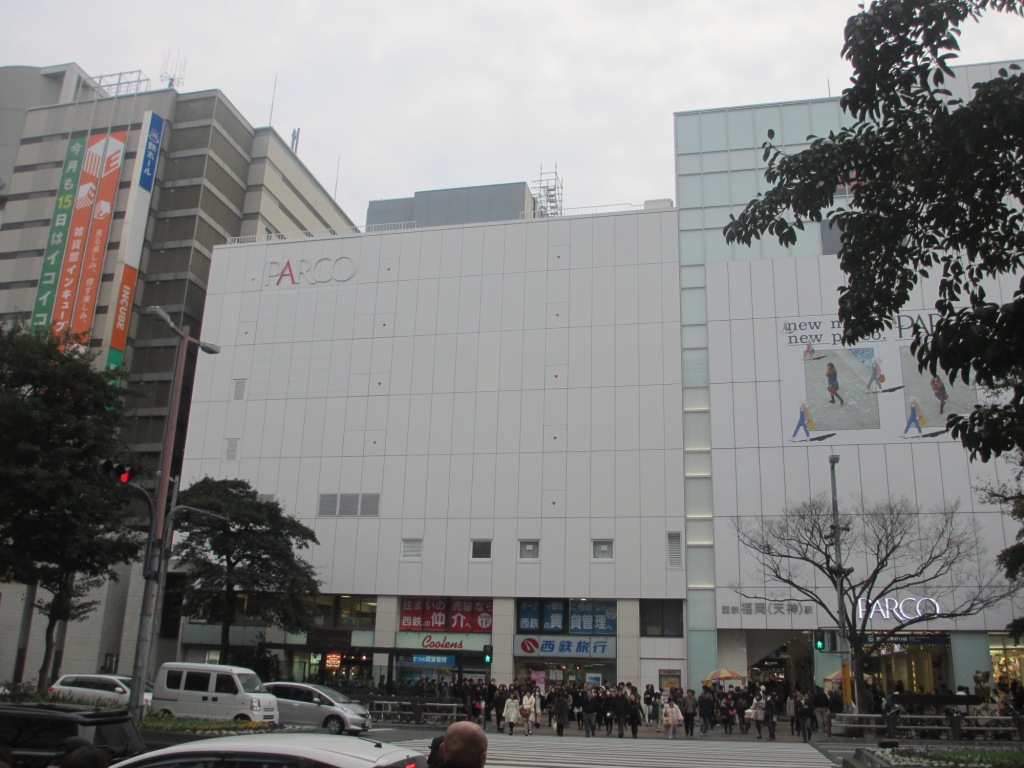
福岡PARCO本館増床部（西鉄福岡駅ビル）。左側がソラリアステージビル、右側が福岡PARCO本館である。

本館増床部（西鉄福岡駅ビル）6階で営業しているタワーレコード福岡パルコ店は、かつて同ビルの3階 - 5階（現在の5階 - 7階に相当、後に最上階部分は閉鎖）に入居していた「タワーレコード福岡店」が前身である。西鉄福岡駅ビル改装のため一旦本館8階に規模を縮小して移転していたが、増床部完成に伴い同6階（旧4階部分）および本館との連絡通路部分に出店。増床部開店日と同じ3月19日に、売場面積310坪のタワーレコード九州地区旗艦店としてリニューアルオープンした。
| パルコ側の 階数表記 | 本館                                                                                 | 本館増床部 （西鉄福岡駅ビル）                      | 増床部連絡 | ソラリア側の 階数表記 |
| ------------------- | ------------------------------------------------------------------------------------ | -------------------------------------------------- | ---------- | --------------------- |
| 8階                 | 楽器・アウトドア・キャラクター雑貨                                                   | ×                                                  | ×          | （6階）               |
| 7階                 | レディス&メンズファッション/トラベル/スポーツ/アニメ・キャラクター雑貨 新館6階と連絡 | 『福ポップ』                                       | ○          | （5階）               |
| 6階                 | レディス&メンズファッション/アクションスポーツ/雑貨/スイーツ/タワーレコード          | タワーレコード                                     | ○          | （4階）               |
| 5階                 | インテリア/グッズ/コスメ/カフェ 新館4階と連絡                                        | インテリア/グッズ/コスメ/カフェ 新館4階と連絡      | ○          | 3階                   |
| 4階                 | レディスファッション/コスメ/ランジェリー                                             | レディスファッション/コスメ/ランジェリー           | ○          | 中3階                 |
| 3階                 | レディス&メンズファッション                                                          | ソラリアステージを参照                             | ○          | 2階                   |
| 2階                 | レディス&メンズファッション                                                          | ソラリアステージを参照                             | ○          | 2階                   |
| 1階                 | グッズ/ファッション                                                                  | ソラリアステージを参照                             | ×          | 中2階                 |
| 1階                 | グッズ/ファッション                                                                  | ソラリアステージを参照                             | ○          | 1階                   |
| 地下1階             | 『オイチカ』イートイン/食品/雑貨 新館地下1階と連絡                                   | 『オイチカ』イートイン/食品/雑貨 新館地下1階と連絡 | ○          | 地下1階               |

- 「ソラリア側の階数表記」で括弧書きとなっているフロアでは、ソラリアステージビルと西鉄福岡駅ビルは接続していない。

### 新館

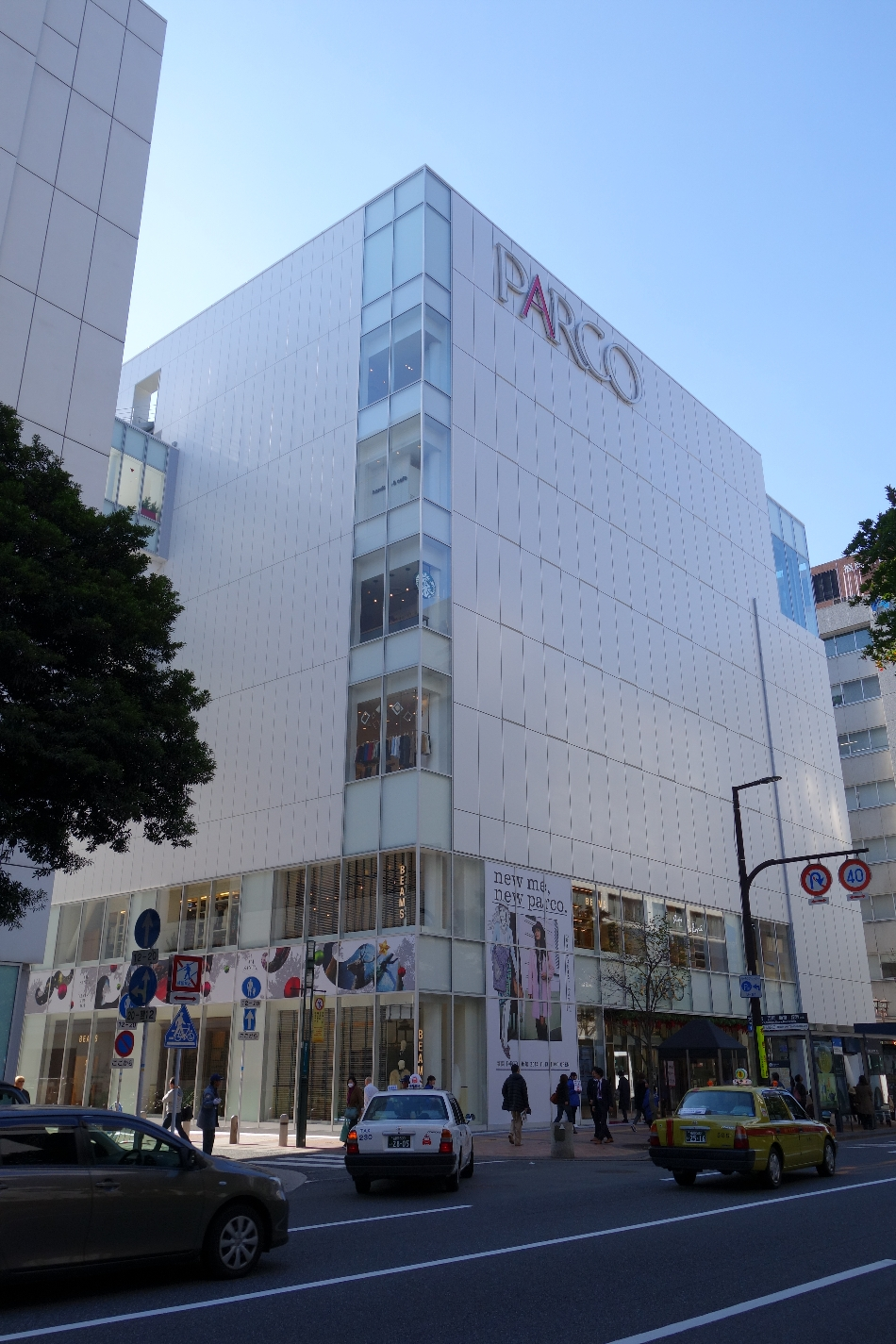
福岡PARCO新館

新館4階で営業しているスターバックスコーヒー福岡パルコ店は、かつて同ビル（天神ハッチェリービル）1階で営業していたハッチェリー天神店が前身である。新館出店に伴い2013年5月31日に閉鎖し、新館開業時に福岡パルコ店として再出店した。
| 6階     | カフェ/ダイニング/グッズ/ホットヨガ 本館7階と連絡       |
| 5階     | The Company（シェアオフィス/コワーキングカフェ）        |
| 4階     | レディス&メンズファッション/雑貨/カフェ 本館5階と連絡   |
| 3階     | レディス&メンズファッション/カフェ                      |
| 2階     | レディス&メンズファッション                             |
| 1階     | レディス&メンズファッション/ベーカリーカフェ            |
| 地下1階 | 雑貨/コスメ/ビューティーサロン/カフェ 本館地下1階と連絡 |
| 地下2階 | 『コンネキッチン』イートイン/バル/カフェ/ファミマ!!     |

## 交通アクセス
- 西鉄天神大牟田線 西鉄福岡（天神）駅
- 福岡市地下鉄空港線 天神駅